# 다카비샤
다카비샤(일본어: 高飛車, 고비차)는 일본 야마나시현 후지요시다시의 후지큐 하이랜드에 있는 철제 롤러코스터이다. 낙하각도가 121도로, 세계의 롤러코스터 중 2번째로 가장 높은 낙하각도다. 그리고 후지큐 하이랜드 3대 절규머신이다.